# Bethlehem (Zuid-Afrika)
Bethlehem is een plaats met ongeveer 16.000 inwoners in de provincie Vrijstaat in Zuid-Afrika.
De stad werd in 1864 gesticht door gelovige Voortrekkers. De rivier door de stad werd Jordaan genoemd.

## Subplaatsen
Het nationaal instituut voor de statistiek, Stats SA, deelt sinds de census 2011 deze hoofdplaats in in 14 zogenaamde subplaatsen (sub place), waarvan de grootste zijn:
Bakenpark • Môrelig • Panorama.

## Sport
Bethlehem is de thuishaven van de voetbalclub Free State Stars.